# Spišská Stará Ves
Spišská Belá (allemand : Altendorf, Altdorf, hongrois : Szepesófalu, polonais : Stara Wieś Spiska) est une ville de la région de Prešov en Slovaquie, dans les régions historiques de Spiš et de Zamagurie.

## Histoire
Première mention écrite de la ville en 1272.

## Démographie

### Évolution de la population
| Année:               | 1994. | 2004.   | 2014.   | 2024.   |
| -------------------- | ----- | ------- | ------- | ------- |
| Nombre de personnes: | 2320  | 2337    | 2267    | 2156    |
| Différence:          |       | +0,73 % | -2,99 % | -4,89 % |

| Année:               | 2023. | 2024.   |
| -------------------- | ----- | ------- |
| Nombre de personnes: | 2178  | 2156    |
| Différence:          |       | -1,01 % |

## Quartiers
- Spišská Stará Ves
- Lysá nad Dunajcom